# Veres Laura
Veres Laura (Gyula, 2005. augusztus 21. –) Európa-bajnoki ezüstérmes magyar úszónő, olimpikon.

## Sportpályafutása
Úszni szülővárosában, Gyulán kezdett el a helyi sportegyesületben. A 2019-es Európai Ifjúsági Olimpiai Fesztiválon a gyorsváltóban (Kontér Lora, Szimcsák Mira, Nyirádi Réka) harmadik volt. A 2021-es országos úszóbajnokságon hívta fel először magára a figyelmet a felnőttek között, amikor tizenöt évesen 1:59,60-as időt úszva megnyerte a 200 méteres gyorsúszást, megelőzve többek között Hosszú Katinkát és Verrasztó Evelynt is. Egyben klubja, a Gyulai Várfürdő első országos bajnoki címét is ő szerezte. A 2021-ben rendezett Európa-bajnokságon a 4 × 200 méteres vegyes gyorsváltóval (Zombori Gábor, Fábián Fanni, Holló Balázs) hatodik lett. 200 méter gyorson tizedikként zárt. A női 4 × 200 méteres váltóval (Jakabos Zsuzsanna, Fábián F., Kapás Boglárka) ezüstérmes volt. 2021 júniusában bekerült az olimpiai úszóválogatottba. A július elején Rómában rendezett junior-Európa-bajnokságon 200 méteres gyorsúszásban negyedik lett, a 4 × 200-as gyorsváltóval (Fábián Bettina, Nyirádi Réka, Pádár Nikoletta) pedig aranyérmet szerzett. A tokiói ötkarikás játékokon a 4 × 200-as gyorsváltó (Verrasztó Evelyn, Jakabos Zsuzsanna, Kapás Boglárka, Késely Ajna) tagjaként a hetedik helyen végzett. 2021 őszén az UTE  versenyzője lett.